# بوهدانيفكا (كيروفوهرادسكا)
بوهدانيفكا (Богданівка) هي مدينة في مقاطعة كيروفوهرادسكا في أوكرانيا.